# Брифон
Брифон (фр. Briffons) насеље је и општина у централној Француској у региону Оверња, у департману Пиј де Дом која припада префектури Клермон Феран.
По подацима из 2011. године у општини је живело 297 становника, а густина насељености је износила 7,37 становника/km². Општина се простире на површини од 40,32 km². Налази се на средњој надморској висини од 900 метара (максималној 1.002 m, а минималној 735 m).

## Демографија
| 1962. | 1968. | 1975. | 1982. | 1990. | 1999. | 2011. |
| ----- | ----- | ----- | ----- | ----- | ----- | ----- |
| 516   | 582   | 509   | 415   | 369   | 335   | 297   |

График промене броја становника у току последњих година